# Єфрем Сирин
Єфрем Сирин (306, Нусайбін — 9 червня 373, Едеса) — християнський святий.

## Життєпис
Преподобний Єфрем Сирин народився на початку IV ст. в місті Низибії в Месопотамії. Його батьки були доброчесними християнами і дали синові правильний напрямок життя. Спершу він навчався в низибійського єпископа Іоанна, котрий постарався дати Єфрему духовну освіту. Після смерті Іоанна Єфрем перебрався в сирійське місто Едесу, де знайшов добрих наставників у науках благочестя.

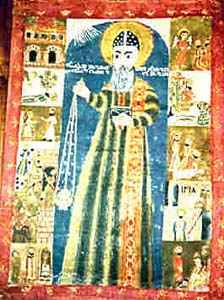
Єфрем Сирин

Одержавши священний сан, Єфрем успішно проповідував, а також писав церковні повчання, котрі читались при богослуженнях. Щоб повніше пізнавати високі духовні істини, він вдавався до далеких мандрівок, щоб сприймати науки великих пустинників. Так Єфрем побував у Єгипетських і Сирійських старців, відвідав св. Василія Великого і повернувся в Едесу. Невдовзі, бажаючи самітного життя, Єфрем поселився недалеко у печері, молився і писав твори. До нього стали сходитись ученики, щоб слухати чернечі настанови і переймати молитви. Одна з таких молитов дійшла і до нас і читається у Великий Піст:
Господи і Владико життя мого, дух лінивства, безнадійності, владолюбства і марнослав'я не дай мені.
Дух же доброчесності, смиренномудрості, терпіння і любові даруй мені рабу Твоєму.
Так, Господи Царю, даруй мені бачити провини мої і не осуджувати брата мого, бо Ти благословен єси на віків. Амінь.
Молитва так часто повторюється при богослужінні, тому що в ній перелічуються особливим властивим саме цій молитві способом, спершу негативні сторони гріховного стану душі як лінивство, безнадійність, владолюбство і марнослав'я.